# Johnson, Vermont
Johnson är kommun (town) i Lamoille County i den amerikanska delstaten  Vermont. Vid folkräkningen år 2000 bodde 3 274 personer på orten. Den har enligt United States Census Bureau en area på totalt 116,8 km², varav 0,2 km² är vatten.  